# 1787 год в литературе

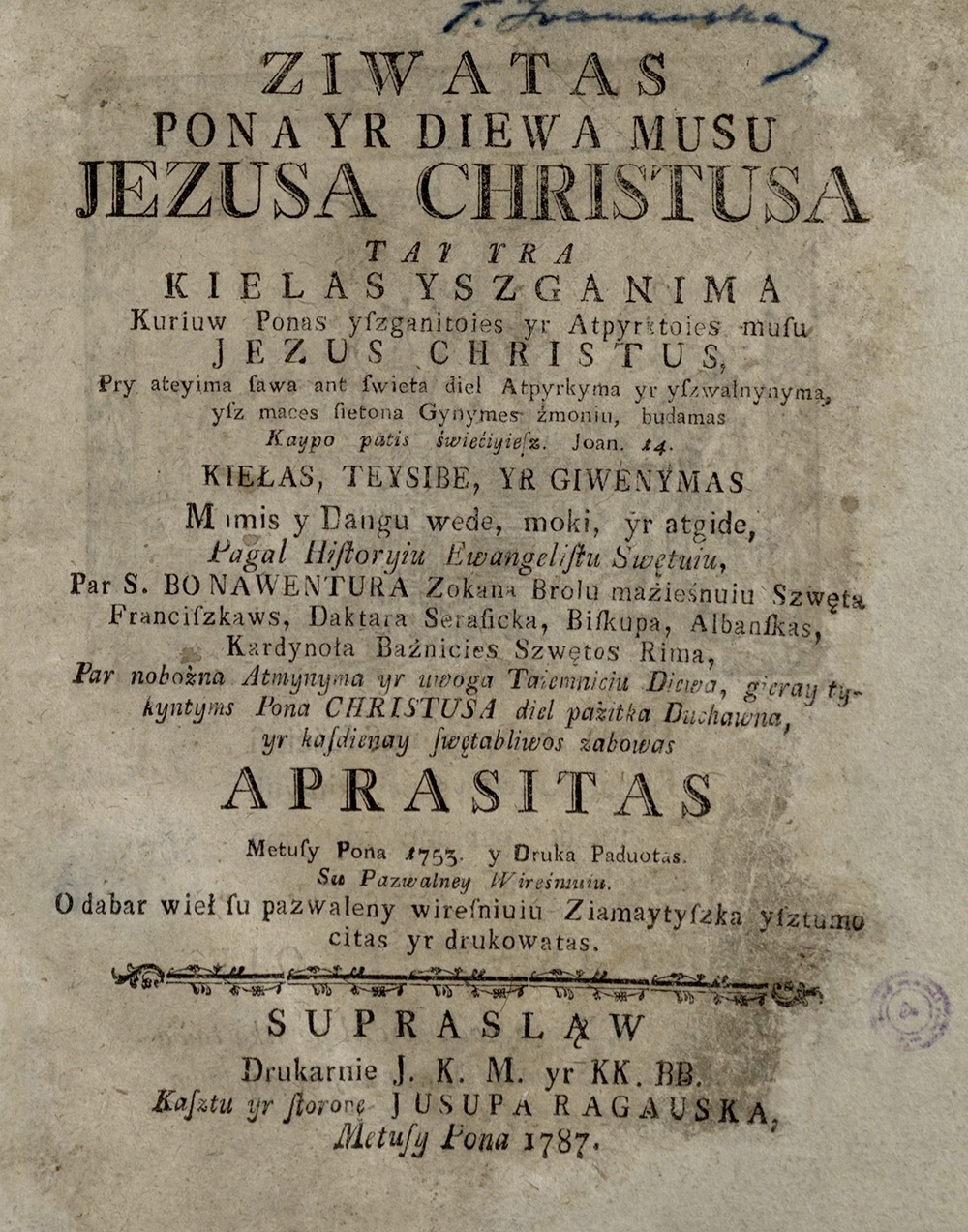
Фрагмент книги «Ziwatas Pona yr Diewa musu Jezusa Christusa…» на литовском языке. 1787

## События
- Шиллер поселился в Веймаре и начал издавать журнал «Талия».
- Эдвард Гиббон завершает монументальный труд «История упадка и разрушения Римской империи».

## Новые книги и пьесы
- Повесть для детей Франсуа Гийома Дюкре-Дюминиля «Fanfan et Lolotte, ou Histoire de deux enfants abandonnés dans une île déserte»
- Пьеса Ипполита Богдановича «Славяне»
- Пьеса Шиллера «Дон Карлос, инфант испанский»
- Пьеса «Контраст» Ройалла Тайлера
- Н. И. Новиков издал «Драматический словарь» и «Бархатную книгу»
- Роман Вильгельма Гейнзе «Ардингелло, или Счастливые острова» (нем. Ardinghello, oder die glückseligen Inseln)
- Иоганн Карл Август Музеус опубликовал «Straußfedern».
- Жак-Анри Бернарден де Сен-Пьер написал повесть-притчу «Поль и Виржини»
- Книга Мэри Уолстонкрафт «Мысли об образовании дочерей»
- Книга «Pesanteur specifique des corps» Матюрена-Жака Бриссона

## Родились
- 24 января — Йан Маклин, гэльский, шотландский, позднее канадский поэт (ум. 1848).
- 24 января — Кристиан Людвиг Брем, автор книги «Жизнь животных» (ум. 1864).
- 31 января — Ульрик Гюттенгер, французский поэт и писатель (ум. 1866).
- 14 февраля — Вацлав Крольмус, чешский писатель (ум. 1861).
- 10 марта — Франсиско Мартинес де ла Роса, испанский поэт, драматург (ум. 1862).
- 23 апреля — Петр Дайнко, словенский писатель (ум. 1873).
- 26 апреля — Людвиг Уланд, немецкий поэт, драматург (ум. 1862).
- 16 мая — Фридрих Сигизмунд фон Клопман, курляндский писатель (ум. 1856).
- 18 мая — Константин Николаевич Батюшков, русский поэт (ум. 1855).
- 25 мая — Хосе Мария Боканегра, мексиканский писатель (ум. 1862).
- 4 июня — Маурицио Буфалини, итальянский писатель (ум. 1875).
- 19 июня — Павел Петрович Свиньин, русский писатель, издатель, журналист (ум. 1839).
- 29 июня — Алексис Ваффляр, французский драматург-комедиограф (ум. 1824).
- 19 июля — Якоб Фредерик Лагервалль, финский писатель (ум. 1865).
- 14 августа — Николай Иванович Греч, русский писатель, издатель, редактор, журналист, публицист (ум. 1867).
- 28 сентября — Иоганн Баптист фон Цальгас, немецкий драматург (ум. 1870).
- 1 октября — Люсьен Арно, французский драматург (ум. 1863).
- 13 ноября — Мельвиль, французский драматург (ум. 1865).
- 19 ноября — Михаил Евстафьевич Лобанов, русский поэт (ум. 1846).
- 21 ноября — Брайан Уоллер Проктер, английский поэт и драматург писавший под псевдонимом «Барри Корнуолл» (ум. 1874).
- 12 декабря — Софья Александровна Мадатова, русск мемуаристка и писательница (ум. 1875).
- 16 декабря — Мэри Рассел Митфорд, английская писательница (ум. 1855).

## Без точной даты
- Израиль Аксенфельд, еврейский писатель, драматург, один из первых бытописателей русского еврейства (ум. 1866).
- Луи Ангели, немецкий драматический писатель (ум. 1835).
- Иоган Кристофер Аскелёф, шведский публицист и издатель (ум. 1848).
- Александр Ефимович Баталин, русский поэт.
- Евдокия Гавриловна Бронина, русская писательница (ум. 1862).
- Иродион Яковлевич Вертинский, русский поэт, переводчик, издатель (ум. 1849).
- Антоний Горецкий, польский поэт, сатирик, баснописец (ум. 1861).
- Джафаркули-ага Джеваншир, азербайджанский поэт (ум. 1866).
- Иоаннис Замбелиос, греческий поэт и драматург (ум. 1856).
- Джон Доналд Каррик, шотландский писатель (ум. 1837).
- Константин Майерановский, польский драматург и публицист (ум. 1851).
- Авксентий Матвеевич Мартынов, русский поэт, беллетрист и критик (ум. 1858).
- Мирза Бейбаба Фена, азербайджанский поэт (ум. 1867).

## Умерли
- 12 марта — Висенте Антонио Гарсия де ла Уэрта, испанский поэт и драматург.
- 11 апреля — Томаш Каетан Венгерский, польский поэт, писатель и переводчик.
- 28 октября — Иоганн Карл Август Музеус, немецкий писатель, литературный критик (род. 1835).
- 30 октября — Фердинандо Галиани, итальянский писатель
- 20 ноября — Николай Николаевич Мотонис, русский писатель.
- 1 декабря — Филипп Эразм Рейх, германский издатель и книгопродавец.
- 18 декабря — Иоганн Якоб Душ, немецкий поэт, прозаик, переводчик.

## Без точной даты
- Василий Ильич Бибиков, русский драматург